# Robert Gordon Wasson
Robert Gordon Wasson (Great Falls (Montana), 22 de septiembre de 1898 - Danbury (Connecticut), 23 de diciembre de 1986) fue un escritor pionero en el estudio de la etnobotánica. Sus estudios se centraron en la etnomicología, especialmente en los hongos enteógenos. Fue vicepresidente de JP Morgan & Co (actualmente JP Morgan Chase). Sus investigaciones, independientes y relevantes, fueron recogidas generalmente en libros autopublicados en ediciones limitadas que nunca se han reimpreso.

## Estudios
Sus trabajos sobre etnobotánica comenzaron durante su luna de miel en 1927 junto con su esposa Valentina Pavlovna Guercken (1901–1958), una pediatra interesada en las marcadas diferencias culturales existentes entre el enfoque de los hongos en Rusia y Estados Unidos. Los primeros trabajos de la pareja condujeron a la composición de la obra Hongos, Rusia e historia publicada en 1957. En el curso de sus trabajos realizaron varios viajes a México para estudiar los usos religiosos de los hongos por parte de las poblaciones nativas, visitó la Sierra Mazateca en Oaxaca donde conoció a María Sabina, llamada la sacerdotisa de los hongos, posteriormente en 1968 escribió el libro “El hongo maravilloso: Teonanácatl Micolatría en Mesoamérica” que data de la experiencia que tuvo al ser los primeros occidentales en participar en una velada, ritual sagrado de consumo de hongos. Llevaron a conocimiento del gran público la existencia de esas sustancias psicoactivas. En colaboración con Roger Heim realizaron estudios científicos sobre la composición de los hongos y Albert Hofmann identificó los principios activos y la estructura química de dos especies de hongos psilocibios.

## Algunas obras
- El camino a Eleusis. Una solución al enigma de los misterios (con Albert Hofmann y Carl A. P. Ruck)
- El hongo maravilloso: Teonanácatl. Micolatría en Mesoamérica.
- La búsqueda de Perséfone. Los enteógenos y los orígenes de la religión (con Carl A. P. Ruck y Stella A. Kramrisch).
- La experiencia del éxtasis. Pioneros del amanecer psiconáutico (con Aldous Huxley y Robert Graves)
- Teonanácatl. Hongos enteogénicos de Norteamérica. Extractos de la Segunda Conferencia Internacional sobre Hongos Alucinógenos (con Jonathan Ott y Albert Hofmann)
- Soma: Divine Mushroom of Immortality